# Balzan Football Club 2015-2016
Questa voce raccoglie le informazioni riguardanti il Balzan Football Club nelle competizioni ufficiali della stagione 2015-2016.

## Rosa
| N. |                  | Ruolo | Calciatore       |
| -- | ---------------- | ----- | ---------------- |
| 1  | Malta (bandiera) | P     | Christian Cassar |
| 4  | Malta (bandiera) | D     | Justin Grioli    |
| 5  | Malta (bandiera) | D     | Samir Arab       |
| 6  | Malta (bandiera) | C     | Ryan Fenech      |
| 7  | Malta (bandiera) | A     | Lydon Micallef   |
| 8  | Malta (bandiera) | C     | Paul Fenech      |
| 10 | Malta (bandiera) | C     | Dylan Grima      |
| 11 | Malta (bandiera) | D     | Steve Bezzina    |
| 15 | Malta (bandiera) | C     | Luke Sciberras   |
| 16 | Malta (bandiera) | D     | Clive Brincat    |
| 17 | Malta (bandiera) | C     | Alfred Effiong   |

| N. |                       | Ruolo | Calciatore           |
| -- | --------------------- | ----- | -------------------- |
| 20 | Brasile (bandiera)    | C     | Pedrinho             |
| 23 | Colombia (bandiera)   | D     | Elkin Serrano        |
| 32 | Montenegro (bandiera) | P     | Ivan Janjušević      |
| 42 | Brasile (bandiera)    | C     | Alan                 |
| 50 | Moldavia (bandiera)   | C     | Maxim Focșa          |
| 86 | Montenegro (bandiera) | A     | Bojan Kaljević       |
| 87 | Italia (bandiera)     | P     | Valerio Senatore     |
| 99 | Montenegro (bandiera) | A     | Aleksandar Vujačić   |
|    | Malta (bandiera)      | C     | Juan Carlos Corbalan |
|    | Malta (bandiera)      | D     | Cruyff Grixti        |
|    | Malta (bandiera)      | P     | Michael Falzon       |